# Berghauser Bach
Der Berghauser Bach (auch Berghauser Mühlenbach und laut Gewässerverzeichnis in der Schreibweise Berghauserbach) ist ein rund 1,4 km langer, orografisch rechter Nebenfluss des Casumer Bachs auf dem Gebiet der Stadt Borgholzhausen im Kreis Gütersloh (Nordrhein-Westfalen). Er mündet nordwestlich des Bahnhofs von Borgholzhausen in den Casumer Bach.

## Orte am Bachlauf
- Berghausen
- Oldendorf